# Neckera trichophora
Neckera trichophora là một loài rêu trong họ Neckeraceae. Loài này được (Mont.) Müll. Hal. mô tả khoa học đầu tiên năm 1850.